# Laukkari (halvö)
Laukkari är en halvö i Finland. Den ligger i Gustavs i landskapet Egentliga Finland, i den sydvästra delen av landet, 190 km väster om huvudstaden Helsingfors.